# Leiomela deciduifolia
Leiomela deciduifolia är en bladmossart som beskrevs av Theodor Carl Karl Julius Herzog 1916. Leiomela deciduifolia ingår i släktet Leiomela och familjen Bartramiaceae. Inga underarter finns listade i Catalogue of Life.